# Атлах
Атлах — средневековый город на территории современного Казахстана. Близ Атлаха в 751 году между китайцами и арабами произошла Таласская битва. По сведениям аль-Макдиси и Ибн Хаукала (X век) Атлах находился недалеко от города Исфиджаба в Таласской долине на севере от города Тараз. Аль-Макдиси писал: «Атлах — большой город, приближается по площади к главному городу, вокруг него стена. Большая часть его — сады, а в рустаке преобладают виноградники. Соборная мечеть в медине, а рынки в рабаде».
Атлах отождествляется с городищем Жуантобе (Джуван-тобе), которое согласно ЮНЕСКО и другим источникам, находится в 150 км. к западу от Тараза и в 30 км. к северо-западу от древнего Исфиджаба и нынешнего Шымкента (однако согласно  КНЭ, к северу от Тараза, что очевидно неверно, так как сам Исфиджаб располагался к западу от Тараза). Существенным доводом является обнаружение слова «Атлах» на каменном обломке, найденном на территории Жуантобе.